# Thecaria
Thecaria es un género de hongo liquenizado de la familia Graphidaceae.